# Nodipecten fragosus
Nodipecten fragosus is een tweekleppigensoort uit de familie van de Pectinidae. De wetenschappelijke naam van de soort is voor het eerst geldig gepubliceerd in 1849 door Conrad.